# Lilly, Eure
Lilly är en kommun i departementet Eure i regionen Normandie i norra Frankrike. Kommunen ligger i kantonen Lyons-la-Forêt som tillhör arrondissementet Les Andelys. År 2022 hade Lilly 74 invånare.

## Befolkningsutveckling
Antalet invånare i kommunen Lilly
Referens:INSEE